# Kabinett Ojuun-Erdene I
Das Kabinett Ojuun-Erdene I war vom 27. Januar 2021 bis zum 5. Juli 2024 die Regierung der Mongolei. Ernannt durch Staatspräsident Chaltmaagiin Battulga, nachdem Uchnaagiin Chürelsüch am 22. Januar 2021 mit seiner Regierung zurückgetreten war, wurde die Alleinregierung der sozialdemokratischen Mongolischen Volkspartei (MVP) vom bisherigen Staatsminister und Leiter der Regierungskanzlei, Premierminister Luwsannamsrain Ojuun-Erdene, der am 27. Januar mit 88 % der Stimmen im Großen Staats-Chural bestätigt worden war, geführt.
Nach der Parlamentswahl 2024 bildete dieser eine Koalitionsregierung mit der Demokratischen Partei und der HUN-Partei (ehemals Nationale Arbeiterpartei).

## Umbildungen
Bat-Öldsiin Bat-Erdene wurde am 18. Mai 2022 zum Umwelt- und Tourismusminister ernannt, nachdem die vorherige Amtsinhaberin, Njamdschawyn Urtnasan, am Tag zuvor entlassen worden war, da sie bei der Umsetzung des Projekts zur Verringerung der Luftverschmutzung keine Ergebnisse erzielt und bestimmte vom Premierminister übertragene Aufgaben nicht erfüllt habe.
Aufgrund des Urteils des Verfassungsgerichts vom 25. August 2022, das den 2019 eingeführten Verfassungsartikel, der es nur vier Regierungsmitgliedern erlaubte, gleichzeitig Parlamentsabgeordnete zu sein, für verfassungswidrig erklärte, nahm Premierminister Ojuun-Erdene am 30. August 2022 eine größere Kabinettsumbildung vor, bei der das Kabinett auf 21 Mitglieder – davon 13 Parlamentsabgeordnete – erweitert wurde. Unter anderem wurde der bisherige Generalsekretär der Mongolischen Volkspartei, Daschdsegwiin Amarbajasgalan, zum Staatsminister und Leiter der Regierungskanzlei ernannt. Er gilt als möglicher Nachfolger des Premierministers. Im Zuge der Umbildung wurden auch mehrere neue Ministerien installiert, darunter ein Ministerium zur „Wiederbelebung der Häfen“, das zunächst unbesetzt blieb.
Die ebenfalls bei der Regierungsumbildung ernannte Ministerin für Arbeit und soziale Sicherheit, Dawaadschantsangiin Sarangerel, musste bereits am 28. September 2022 wegen beleidigender Äußerungen gegenüber den am stärksten von Armut Betroffenen zurücktreten. Ihr Nachfolger Tömörbaataryn Ajuursaichan wurde am 21. Oktober 2022 vereidigt.
Bei einer weiteren Kabinettsumbildung am 5. Januar 2023 wurde unter anderem Chürelbaataryn Bulgantujaa zur Ministerin für die „Wiederbelebung der Häfen“ und der Wirtschaftsminister Tschimediin Chürelbaatar zusätzlich zum stellvertretenden Premierminister ernannt. Die Zahl der Parlamentsabgeordneten in der Regierung erhöhte sich von 13 auf 16.
Infolge der Rücktritte des Bürgermeisters der Hauptstadt Ulaanbaatar, Dolgorsürengiin Sumjaabadsar, und des Ministers für Ulaanbaatar und Verkehrsdichte, Dschamjanchorloogiin Süchbaatar, ernannte Ojuun-Erdene den bisherigen Innenminister Chischgeegiin Njambaatar zum Bürgermeister von Ulaanbaatar, ersetzte ihn durch Enchbajaryn Batschugar und ernannte Borchüügiin Delgersaichan zum Minister für Verkehrsdichte.

## Zusammensetzung
| Amt oder Ressort                                      | Amtsinhaber | Amtsinhaber                     | Partei | Partei | Amtsantritt      | Amtsende           |
| ----------------------------------------------------- | ----------- | ------------------------------- | ------ | ------ | ---------------- | ------------------ |
| Premierminister                                       |             | Luwsannamsrain Ojuun-Erdene     |        | MVP    | 27. Januar 2021  | – d                |
| stellv. Premierminister (Shadar Said)                 |             | Sainbujangiin Amarsaichan       |        | MVP    | 29. Januar 2021  | – d                |
| stellv. Premierminister; Wirtschaft und Entwicklung a |             | Tschimediin Chürelbaatar b      |        | MVP    | 30. August 2022  | 5. Juli 2024       |
| Staatsminister, Leiter der Regierungskanzlei          |             | Tsendiin Njamdordsch            |        | MVP    | 29. Januar 2021  | 30. August 2022    |
| Staatsminister, Leiter der Regierungskanzlei          |             | Daschdsegwiin Amarbajasgalan    |        | MVP    | 30. August 2022  | 5. Juli 2024       |
| Finanzen                                              |             | Boldyn Dschawchlan              |        | MVP    | 29. Januar 2021  | – d                |
| Justiz und Innere Angelegenheiten                     |             | Chischgeegiin Njambaatar        |        | MVP    | 29. Januar 2021  | 5. Oktober 2023    |
| Justiz und Innere Angelegenheiten                     |             | Enchbajaryn Batschugar          |        | MVP    | 5. Oktober 2023  | 5. Juli 2024       |
| Verteidigung                                          |             | Gürsediin Saichanbajar          |        | MVP    | 29. Januar 2021  | 5. Juli 2024       |
| Außenbeziehungen                                      |             | Batmönchiin Battsetseg          |        | MVP    | 29. Januar 2021  | – d                |
| Kultur                                                |             | Tschinbatyn Nomin               |        | MVP    | 29. Januar 2021  | – d                |
| Energie                                               |             | Nansal Tawinbech                |        | MVP    | 29. Januar 2021  | 30. August 2022    |
| Energie                                               |             | Battogtoch Tschoidschilsüren    |        | MVP    | 30. August 2022  | – d                |
| Bergbau und Schwerindustrie                           |             | Gelen Jondon                    |        | MVP    | 29. Januar 2021  | 30. August 2022    |
| Bergbau und Schwerindustrie                           |             | Dschambalyn Ganbaatar           |        | MVP    | 30. August 2022  | 5. Juli 2024       |
| Ernährung, Landwirtschaft und Leichtindustrie         |             | Dsagddschaw Mendsaichan         |        | MVP    | 29. Januar 2021  | 30. August 2022    |
| Ernährung, Landwirtschaft und Leichtindustrie         |             | Chajangaagiin Bolortschuluun    |        | MVP    | 30. August 2022  | 5. Juli 2024       |
| Natur, Umwelt und Tourismus                           |             | Njamdschawyn Urtnasan           |        | MVP    | 29. Januar 2021  | 17. Januar 2022    |
| Natur, Umwelt und Tourismus                           |             | Bat-Öldsiin Bat-Erdene          |        | MVP    | 18. Januar 2022  | 5. Juli 2024       |
| Straßen- und Verkehrsentwicklung                      |             | Luwsangiin Chaltar              |        | MVP    | 29. Januar 2021  | 30. August 2022    |
| Straßen- und Verkehrsentwicklung                      |             | Sandagiin Bjambatsogt           |        | MVP    | 30. August 2022  | 5. Juli 2024 e     |
| Digitalentwicklung und Kommunikation a                |             | Njam-Osoryn Utschral            |        | MVP    | 30. August 2022  | 5. Juli 2024 e     |
| Wiederbelebung der Häfen a c                          | vakant      | vakant                          | vakant | vakant | 30. August 2022  | 5. Januar 2023     |
| Wiederbelebung der Häfen a c                          |             | Chürelbaataryn Bulgantujaa      |        | MVP    | 5. Januar 2023   | 5. Juli 2024       |
| Bauwesen und Stadtentwicklung                         |             | Begdschawyn Mönchbaatar         |        | MVP    | 29. Januar 2021  | 5. Januar 2023     |
| Bauwesen und Stadtentwicklung                         |             | Tserenpiliin Dawaasüren         |        | MVP    | 5. Januar 2023   | 5. Juli 2024       |
| Arbeit und soziale Sicherheit                         |             | Ajuuschiin Ariundsajaa          |        | MVP    | 29. Januar 2021  | 30. August 2022    |
| Arbeit und soziale Sicherheit                         |             | Dawaadschantsangiin Sarangerel  |        | MVP    | 30. August 2022  | 28. September 2022 |
| Arbeit und soziale Sicherheit                         |             | Tömörbaataryn Ajuursaichan      |        | MVP    | 21. Oktober 2022 | 5. Juli 2024       |
| Gesundheit                                            |             | Sereedschawyn Enchbold          |        | MVP    | 29. Januar 2021  | 5. Januar 2023     |
| Gesundheit                                            |             | Sodnomyn Tschindsorig           |        | MVP    | 5. Januar 2023   | 5. Juli 2024       |
| Bildung und Wissenschaft                              |             | Luwsantserengiin Ench-Amgalan   |        | MVP    | 29. Januar 2021  | 5. Juli 2024 e     |
| Ulaanbaatar und Verkehrsdichte a c                    |             | Dschamjanchorloogiin Süchbaatar |        | MVP    | 30. August 2022  | 5. Oktober 2023    |
| Ulaanbaatar und Verkehrsdichte a c                    |             | Borchüügiin Delgersaichan       |        | MVP    | 5. Oktober 2023  | 5. Juli 2024 e     |
| Sport und Olympia a c                                 |             | Badmaanyambuugiin Bat-Erdene    |        | MVP    | 30. August 2022  | 5. Juli 2024       |

Anmerkungen:
  